# Fabeae
Fabeae ist eine Tribus in der Unterfamilie der Schmetterlingsblütler (Faboideae) innerhalb der Familie der Hülsenfrüchtler (Fabaceae). Ihre fünf Gattungen und etwa 330 Arten kommen hauptsächlich in den nördlichen gemäßigten Breiten, aber auch bis zum tropischen Ostafrika, Südamerika und auf pazifischen Inseln vor. An wichtigen Nutzpflanzenarten gehören zu dieser Tribus: die Linse (Lens culinaris), die Erbse (Pisum sativum) und die Ackerbohne (Vicia faba).

## Beschreibung

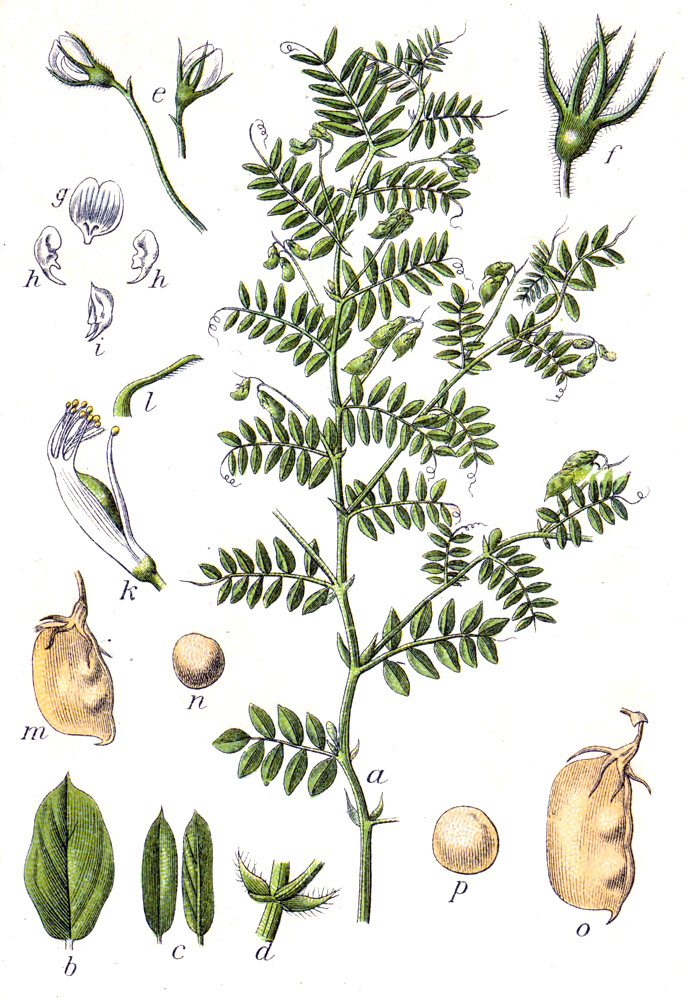
Illustration der Linse (Lens culinaris)

### Erscheinungsbild und Blätter
Es sind einjährige oder ausdauernde krautige Pflanzen. Die Stängel wachsen selbständig aufrecht, hängend oder kletternd.
Die wechselständig angeordneten, meist gestielten Laubblätter sind meist paarig, sehr selten unpaarig gefiedert. Die Blattrhachis endet mit einer Ranke, einer Borste, einer Stachelspitze oder sehr selten mit einem Fiederblättchen. Selten sind die Blätter zu Phyllodien reduziert. Meist besitzen die Laubblätter ein bis viele Paare von Fiederblättchen. Die Ränder der Fiederblättchen sind meist glatt, selten gezähnt. Die Nebenblätter sind oft laubblattähnlich, ungleichseitig oder fast pfeilförmig, bei Pisum sind sie auffallend groß; es sind keine Nebenblätter der Fiederblättchen vorhanden.

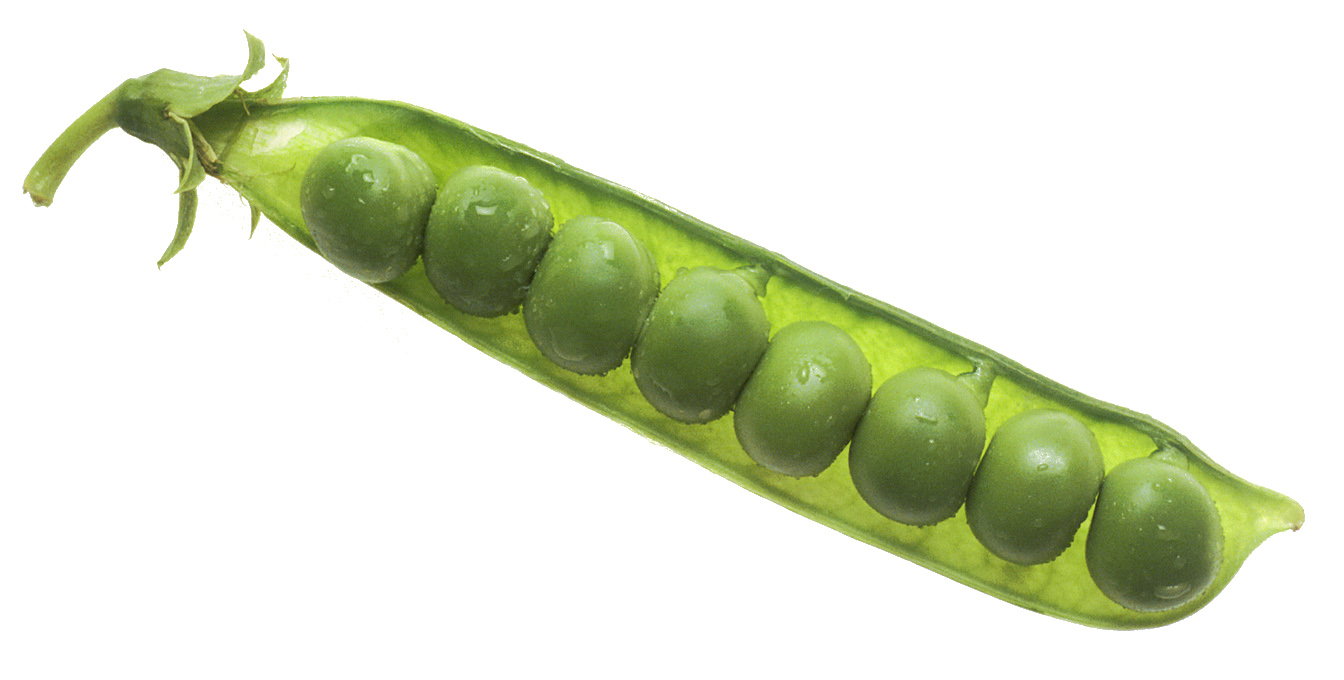
Offene Hülsenfrucht mit den Samen der Erbse (Pisum sativum)

### Blütenstände und Blüten
Die Blüten stehen einzeln oder zu mehreren in den Blattachseln oder zu vielen in seitenständigen, traubigen Blütenständen zusammen.
Die zwittrigen Blüten sind zygomorph und fünfzählig mit einer doppelten Blütenhülle (Perianth). Die fünf Kelchblätter sind glockenförmig verwachsen und enden mit fünf gleichen oder ungleichen Kelchzähnen. Die Blütenkrone hat den typischen Aufbau der Schmetterlingsblütler. Es sind neun oder alle zehn Staubblätter untereinander verwachsen. Der freie Bereich der Staubfäden ist fadenförmig oder im unteren Bereich verbreitert. Die Staubbeutel sind alle gleich. Es ist ein oberständiges Fruchtblatt vorhanden, das zwei oder mehr Samenanlagen enthält. Der Griffel ist kahl oder behaart.

### Früchte und Samen
Die meist seitlich abgeflachten, zweifächerigen Hülsenfrüchte enthalten selten nur einen, meist zwei bis viele Samen. Die Samen sind kugelig, abgeflacht, linsenförmig oder länglich.

## Systematik
Die Bezeichnung Fabeae wurde 1832 durch Heinrich Gottlieb Ludwig Reichenbach in Flora germanica excursoria, 2 (2), S. 525 erstveröffentlicht. Typusgattung ist die 1754 veröffentlichte Faba Mill. nom. illeg., ein Synonym der 1753 veröffentlichten Vicia L., aber Fabeae Rchb. nom. cons. ist der gültige Tribusname, dagegen ist Vicieae DC. – obwohl schon 1825 veröffentlicht – nur ein Synonym (Internationaler Code der Botanischen Nomenklatur, Vienna Code Art. 19.4).

### Äußere Systematik
Nach Steele und Wojciechowski (2003) bildet die Gattung Trifolium die Schwestergruppe zu den Fabeae. Die weitere Verwandtschaft lässt sich am folgenden Kladogramm ablesen:
|  | Fabeae           |
|  |                  |
|  | Klee (Trifolium) |
|  |                  |

|  | Hauhecheln (Ononis)                                                                             |
|  |                                                                                                 |
|  | \| \| Schneckenklee (Medicago) \| \| \| \| \| \| Steinklee (Melilotus) / Trigonella \| \| \| \| |
|  |                                                                                                 |
|  | Schneckenklee (Medicago)                                                                        |
|  |                                                                                                 |
|  | Steinklee (Melilotus) / Trigonella                                                              |
|  |                                                                                                 |

|  | Schneckenklee (Medicago)           |
|  |                                    |
|  | Steinklee (Melilotus) / Trigonella |
|  |                                    |

|  | Fabeae           |
|  |                  |
|  | Klee (Trifolium) |
|  |                  |

|  | Hauhecheln (Ononis)                                                                             |
|  |                                                                                                 |
|  | \| \| Schneckenklee (Medicago) \| \| \| \| \| \| Steinklee (Melilotus) / Trigonella \| \| \| \| |
|  |                                                                                                 |
|  | Schneckenklee (Medicago)                                                                        |
|  |                                                                                                 |
|  | Steinklee (Melilotus) / Trigonella                                                              |
|  |                                                                                                 |

|  | Schneckenklee (Medicago)           |
|  |                                    |
|  | Steinklee (Melilotus) / Trigonella |
|  |                                    |

### Innere Systematik
Die Tribus Fabeae enthält fünf Gattungen mit etwa 330 Arten:
- Platterbsen (Lathyrus L.): Sie enthält etwa 160 Arten weit verbreitet hauptsächlich auf der Nordhalbkugel; einige Arten gibt es auch in Südamerika.
- Linsen (Lens Mill.): Sie enthält nur vier bis sechs Arten, die hauptsächlich vom Mittelmeerraum bis Zentralasien beheimatet sind, aber auch mit Fundorten auf den Kanarischen Inseln und im tropischen Afrika. Die Linse wird weltweit angebaut.
- Erbsen (Pisum L.): Sie enthält nur zwei bis drei Arten, die vom Mittelmeerraum bis Kleinasien beheimatet sind. Die Erbse wird weltweit angebaut.
- Vavilovia Fed.: Sie enthält nur eine Art:
  - Vavilovia formosa (Steven) Fedorov: Die Heimat liegt im Kaukasus im südwestlichen Asien.
- Wicken (Vicia L.): Sie enthält etwa 160 Arten hauptsächlich in den nördlichen gemäßigten Gebieten; einige Arten gibt es auch im tropischen Afrika, auf Hawaii und in Südamerika.

## Inhaltsstoffe
Bei vielen Arten wurden die Inhaltsstoffe untersucht.

## Bilder

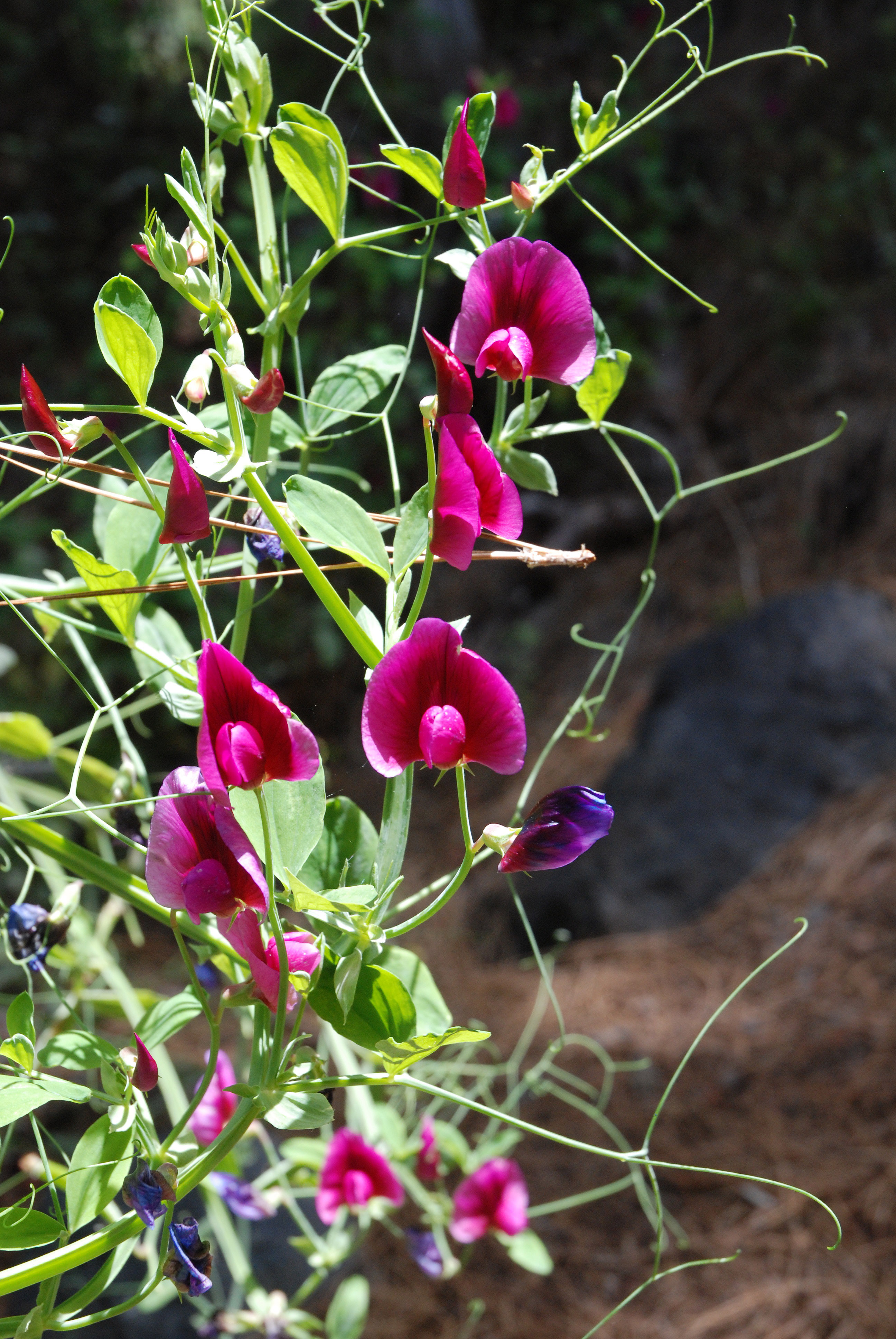
Habitus, Laubblätter mit Ranken und Blütenstände von Lathyrus tingitanus
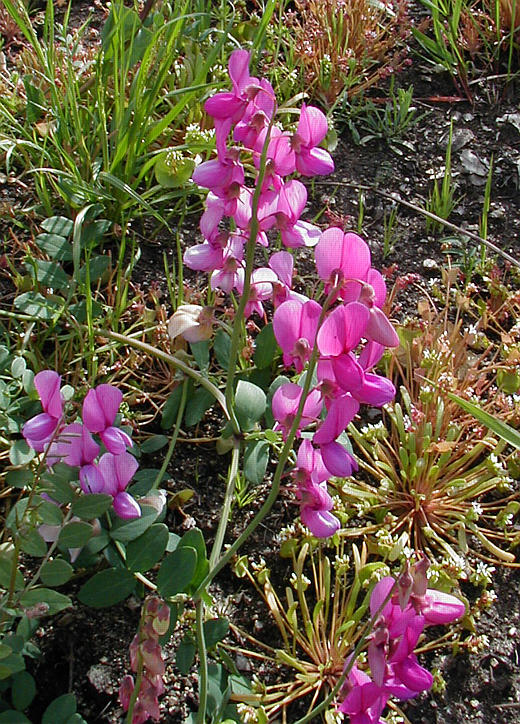
Habitus, Laubblätter und Blütenstände von Lathyrus vestitus subsp. alefeldii
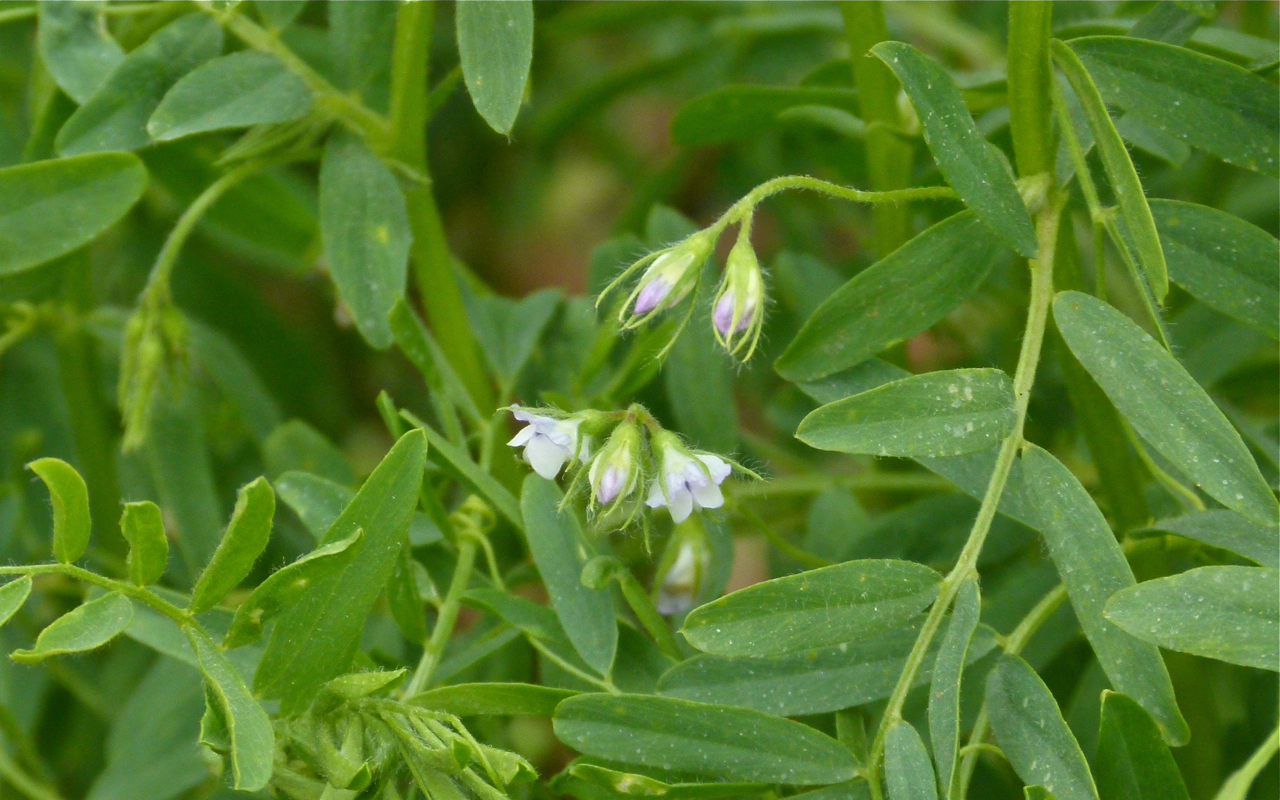
Linse (Lens culinaris)
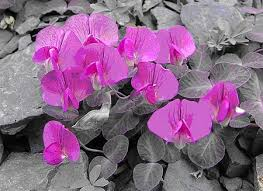
Vavilovia formosa
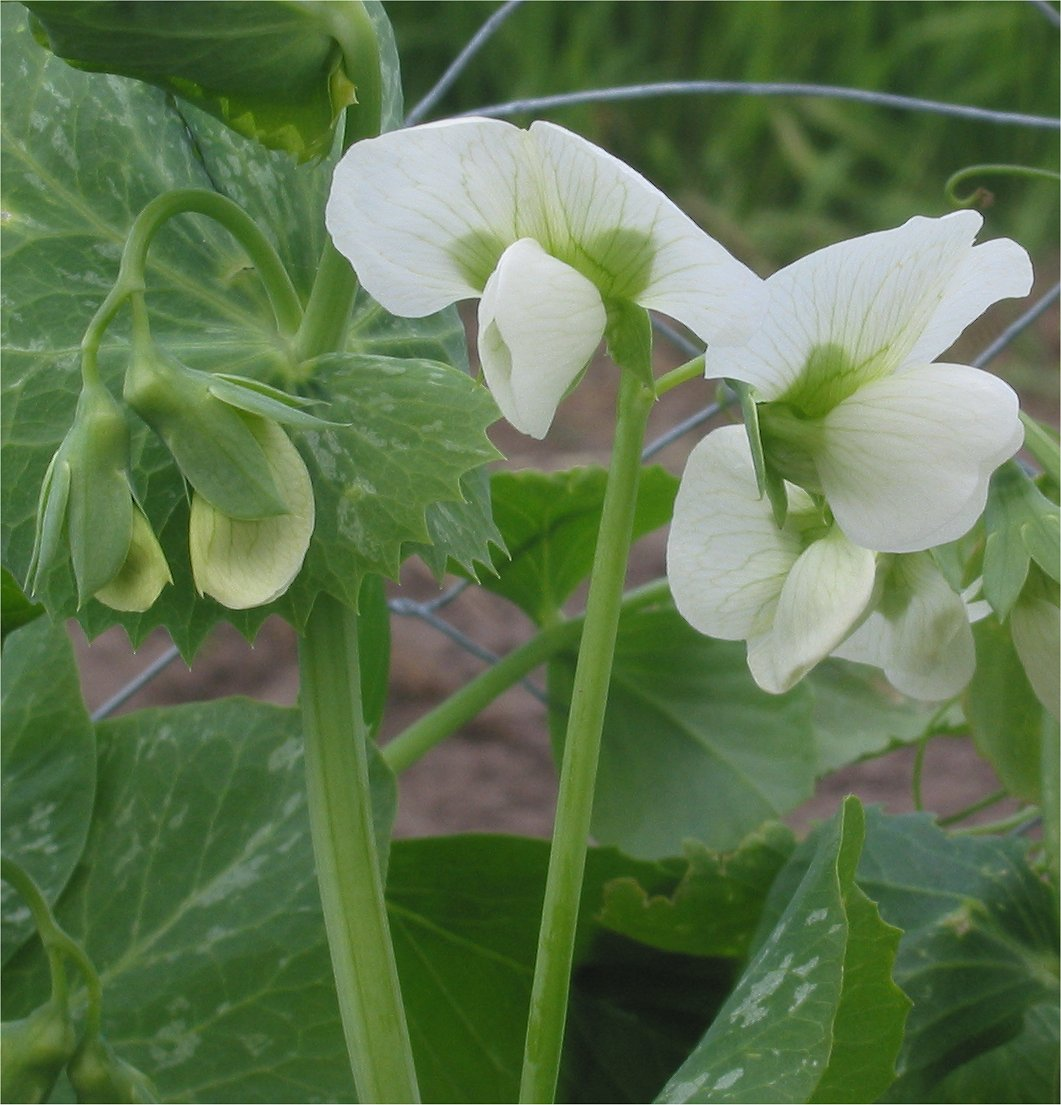
Blühende Erbsen (Pisum sativum)
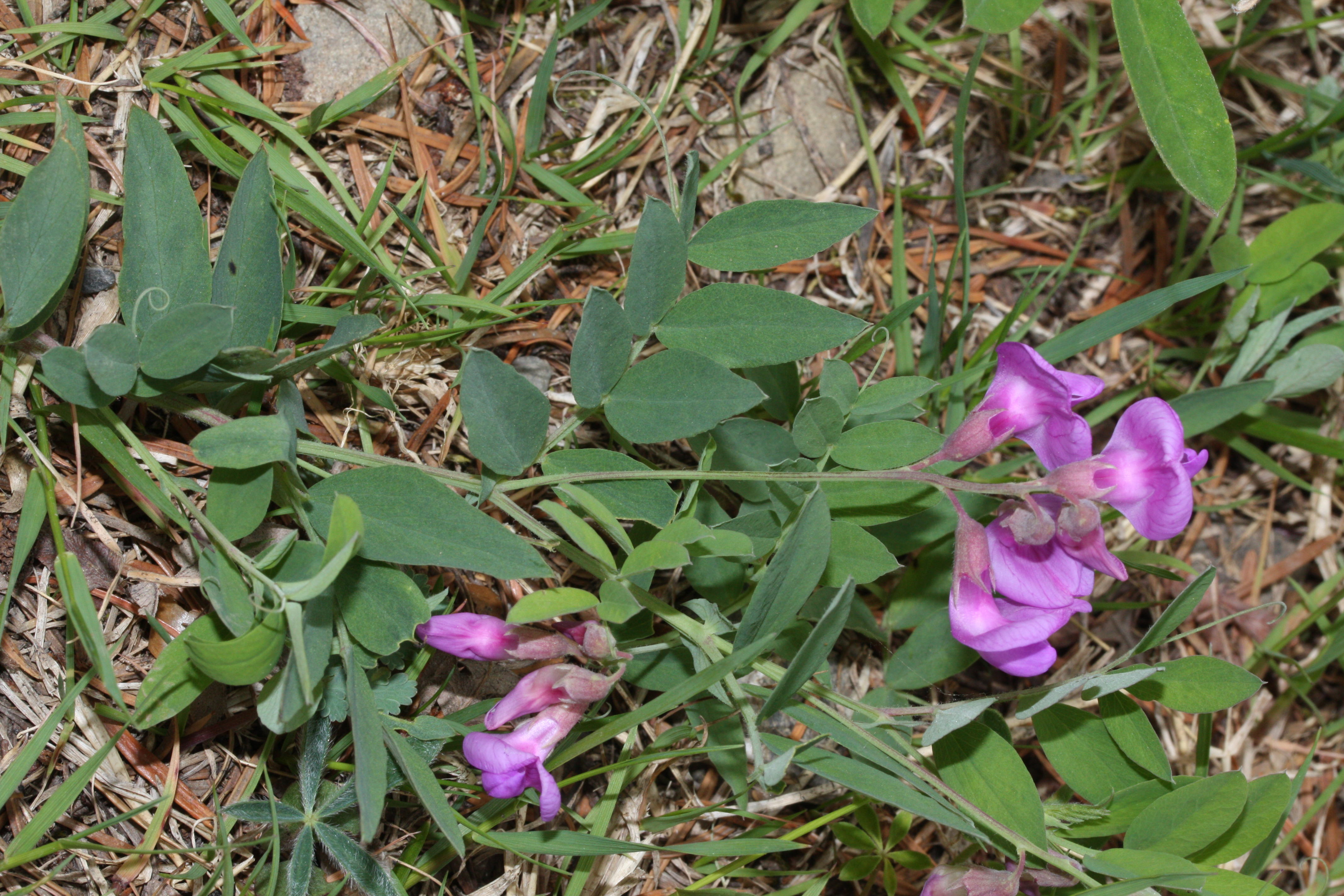
Habitus, Laubblätter und Blütenstand von Vicia americana
Laubblätter und Blütenstand von Vicia pannonica